# Arthur Nísio

Chegada do Conselheiro Zacarias em Curitiba, do pintor curitibano Arthur José Nísio (óleo sobre tela, 1953).

Arthur José Nísio (Curitiba, 15 de maio de 1906 — 26 de abril de 1974), foi um pintor e ilustrador brasileiro.
Um dos principais expoentes da pintura no Paraná, ele nutria um grande fascínio e vínculo profundo pela cultura local, que servia de inspiração para suas criações. É reconhecido como um dos quatro artistas representativos da fase modernista paranaense, junto a Theodoro De Bona, Guido Viaro e Miguel Bakun.

## Biografia
Arthur Nísio, filho primogênito de Júlio Reginato Nísio e Inês Reimann, nasceu em Curitiba em 1906. Sua história familiar está profundamente conectada ao Paraná, já que seus avós, imigrantes italianos e alemães, chegaram ao Brasil para trabalhar na construção da ferrovia Curitiba-Paranaguá, um marco no desenvolvimento do estado. Essa rica herança multicultural, combinada com o retorno da família a Curitiba após um breve período em Porto Alegre, onde viveram entre 1918 e 1923, marcou o início da jornada artística de Nísio.
Aos 17 anos, com recursos de uma bolsa de estudos, retornou a Porto Alegre para cursar o Instituto de Belas Artes do Rio Grande do Sul. A bolsa foi concedida pelo diretor da escola na época, Professor Libindo Ferrás.
Em 1924, retornou a Curitiba e tornou-se aluno do ateliê de Lange de Morretes. Entre 1925 e 1927, frequentou, também, o ateliê de João Turin, como aluno de escultura e modelagem.
No período de 1º a 16 de maio de 1928, realizou sua primeira exposição individual, montada na Rua XV de Novembro. A ela compareceram o então governador, Dr. Afonso Camargo e sua esposa, que se encantaram com as obras e adquiriram dois quadros.  Devido ao sucesso da exposição, obteve dos governos estadual e municipal, subvenção para seu aperfeiçoamento nas artes na Europa. Embarcou em 3 de junho deste mesmo ano com destino à Alemanha.
Naquele país, frequentou curso especial de desenho de animais com Max Bergmann. Aceito pela Academia de Belas Artes de Munique, teve aulas com o mestre Angelo Jank, especialista em pintura de animais, em nível superior.
Em 1931, ainda como aluno, expôs sua arte no Grande Salão Anual da Alemanha (Glaspalast). Finda a subvenção, continuou estudando por conta própria por mais sete anos, na escola do Professor Max Bergmann, especializando-se em animais em composição. Estudou, ainda, figuras, nus, paisagens e natureza morta.
No ano de 1934, no estado da Renânia-Palatinado, estudou sobre o tema (figuras dentro da paisagem) com os Professores Haueisen e Eugen Osswald.
Com a chegada da Segunda Guerra Mundial, enfrentou momentos sombrios na Alemanha. Nísio chegou a ser interpelado pela Gestapo, sendo obrigado a enviar cinco obras para análise, com posterior autorização para continuar seu trabalho.
Durante os anos de 1938 e 1942, em plena Segunda Guerra Mundial, expôs, em conjunto com outros artistas, em vários salões, inclusive no de Baden-Baden, de renome internacional.
Casou-se em 5 de outubro de 1940 com Katharina Nísio e, estimulado pela esposa, compôs excelentes trabalhos, que foram todos perdidos quando se viu obrigado a sair de Munique às pressas, em virtude dos intensos bombardeios. Em 1942, nasceu a única filha do pintor, Gudrun. Em 1943, foi obrigado a abandonar a arte e convocado a trabalhar na lavoura.
Em 12 de dezembro de 1944, o artista abandonou tudo rapidamente para salvar sua esposa e filha, indo para o sul, em Haimhausen, perto de Munique, onde permanece até o fim da guerra. Nesta movimentação, perdeu todo o patrimônio amealhado em 18 anos de permanência na Europa.
Em seguida, conseguiu transferir-se com a família para a França, onde viveu por quase um ano num campo de refugiados , em Bonne Lá Roland, que seriam transferidos para a América do Sul. Em Paris, vendeu seu sobretudo para comprar tintas e pincéis, onde pintou de tudo, em cima de lençóis de linha pura doados pela amiga Donna Maria Hertel, natureza morta, nus e até mesmo desenho de moda. Chegou a receber oferta para trabalhar com desenho de joias, mas recusou. Seu único desejo era voltar ao Brasil.
O tão sonhado retorno se deu em 1946. Embora sem as conquistas materiais, dispunha de um talento inato. Auxiliado pelos pais, irmãos e amigos, manteve-se no campo das artes plásticas.
Participou da fundação da Escola de Música e Belas Artes do Paraná. Em 1964, foi nomeado professor da cadeira de Modelagem. Assumiu também o lugar de Guido Viaro, que se aposentara, na cadeira de Desenho de Modelo Vivo, onde lecionou por um bom tempo.
Doente, passou seus últimos meses de vida no hospital. Nem por isso deixou de lado seu trabalho. Em local adaptado no apartamento em que estava internado, exercia sua arte, até duas semanas antes de sua morte. Em 26 de abril de 1974, poupado do longo sofrimento que sua doença traria, foi levado por um acidente vascular cerebral.

## Formação
- 1923/1924 – Porto Alegre – Inicia estudos no Instituto de Belas Artes.
- 1924 – Trabalha no ateliê de Lange de Morretes.
- 1925/1927 – Passa a frequentar o ateliê de João Turin.
- 1928/1946 – Alemanha. Academia de Belas Artes de Munique.

## Cronologia
- 1906 – Nasce Arthur José Nísio em Curitiba.
- 1923 – Inicia sua carreira artística no Instituto de Belas Artes de Porto Alegre.
- 1924 – Volta a Curitiba, onde passa a ser discípulo de Lange e João Turin.
- 1928 – Entre 1º e 16 de maio, realiza sua primeira exposição individual.
- 1928 – Embarca em 3 de junho para a Alemanha para frequentar a Academia de Belas Artes, agraciado com subvenção do Governo do Estado do Paraná.
- 1928 – Entre 4 de setembro e 30 de outubro, frequentou curso especial de desenho de animais, com o Professor Max Bergmann.
- 1928 – em 5 de novembro, realiza vestibular para ingresso na Academia de Belas Artes de Munique e é aprovado.
- 1931] – Participa, como aluno, do Grande Salão Anual da Alemanha, com duas obras.
- 1934 – Participa de conferências sobre o tema – Figuras dentro da Paisagem – proferidas pelos Professores Haneisen e Eugen Osvald, no Estado da Renânia-Palatinado.
- 1938 – Participou da exposição de inauguração do novo prédio da Prefeitura de Landau, onde recebeu uma sala especial para expor cinco trabalhos grandes, adquiridos por particulares no mesmo dia de sua inauguração.
- 1938/1942 – Em plena Segunda Guerra Mundial, expõe em muitos salões oficiais, em conjunto com outros artistas, em várias cidades alemãs.
- 1940 – No dia 5 de outubro casou-se com Katharina Wöschler (1918–1972).
- 1942 – Nasceu em Karlsruhe, Alemanha, Gudrun, única filha de Nísio.
- 1943 – Em razão da intensificação da guerra, é obrigado a trabalhar na lavoura.
- 1945 – Com o fim da guerra, Nísio e sua família são transferidos para um campo de refugiados na França.
- 1946 – Em maio, retornou a Curitiba, retomando seu trabalho artístico. Foi um dos fundadores da Escola de Música e Belas Artes do Paraná.
- 1953 – Fez dois estudos para depois pintar o painel de chegada do Conselheiro Zacarias de Góes de Vasconcellos a Curitiba. Esta obra se encontra no Palácio Iguaçu. O quadro ficou inacabado porque o governo queria inaugurar o salão.
- 1964 – Com a morte de Oswald Lopes, assume a cadeira de Modelagem na Escola de Belas Artes do Paraná. Substitui, também, Guido Viaro, na disciplina de Desenho de Modelo Vivo.
- 1974 – Morre em Curitiba, em 26 de abril, Arthur Nísio.
- 1974 – Em abril de 1974, os professores José Demeterco e Adalberto Américo Pietruza Walger do Centro Federal de Educação Tecnológica do Paraná (CEFET-PR) encaminharam petição, por intermédio do então vereador João Derosso, requerendo uma reverência a Arthur Nísio, enquanto um dos maiores artistas plásticos do Paraná, concedendo seu nome a uma das ruas de Curitiba.[8] Em dezembro de 1976, foi sancionada a Lei n° 5.521/1976, autorizando a denominação.[9]
- 1998 – De 19 a 27 de setembro de 1998, foi realizada exposição com mais de 50  de suas obras, no museu do antigo prédio da Prefeitura de Wörth am Rhein (Galerie Altes Rathaus). Nesta ocasião, na presença de sua filha Gudrun, foi inaugurada uma rua com seu nome – Arthur-Nisio-Straße -, no bairro dos artistas.